# Cuda (serial telewizyjny)
Cuda (tytuł oryginalny Miracles) – 13-odcinkowy amerykański serial telewizyjny z gatunku science-fiction, emitowany w 2003 roku w telewizji ABC i latem 2006 roku w telewizji Polsat. Serial opowiada o śledztwach w zagadkowych sprawach, prowadzonych przez księdza, byłego duchownego w Watykanie.
W rolach głównych wystąpili:
- Skeet Ulrich – Paul Calan
- Angus Macfadyen – Alva Keel
- Marisa Ramirez – Evelyn Santos
- Héctor Elizondo – ojciec "Poppi" Calero